# Chestnut Street
Pour les articles homonymes, voir Chestnut et Street.
Chestnut Street est un village du Kent, en Angleterre.